# Weingut Dr. Wehrheim
Das Weingut Dr. Wehrheim ist ein Weingut in Familienbesitz in der Ortsgemeinde Birkweiler im Landkreis Südliche Weinstraße. Das Anwesen wurde 1902 erbaut und war ursprünglich als Landesproduktengroßhandel konzipiert, ehe es letztlich zum Weingut umfunktioniert wurde.

## Geschichte

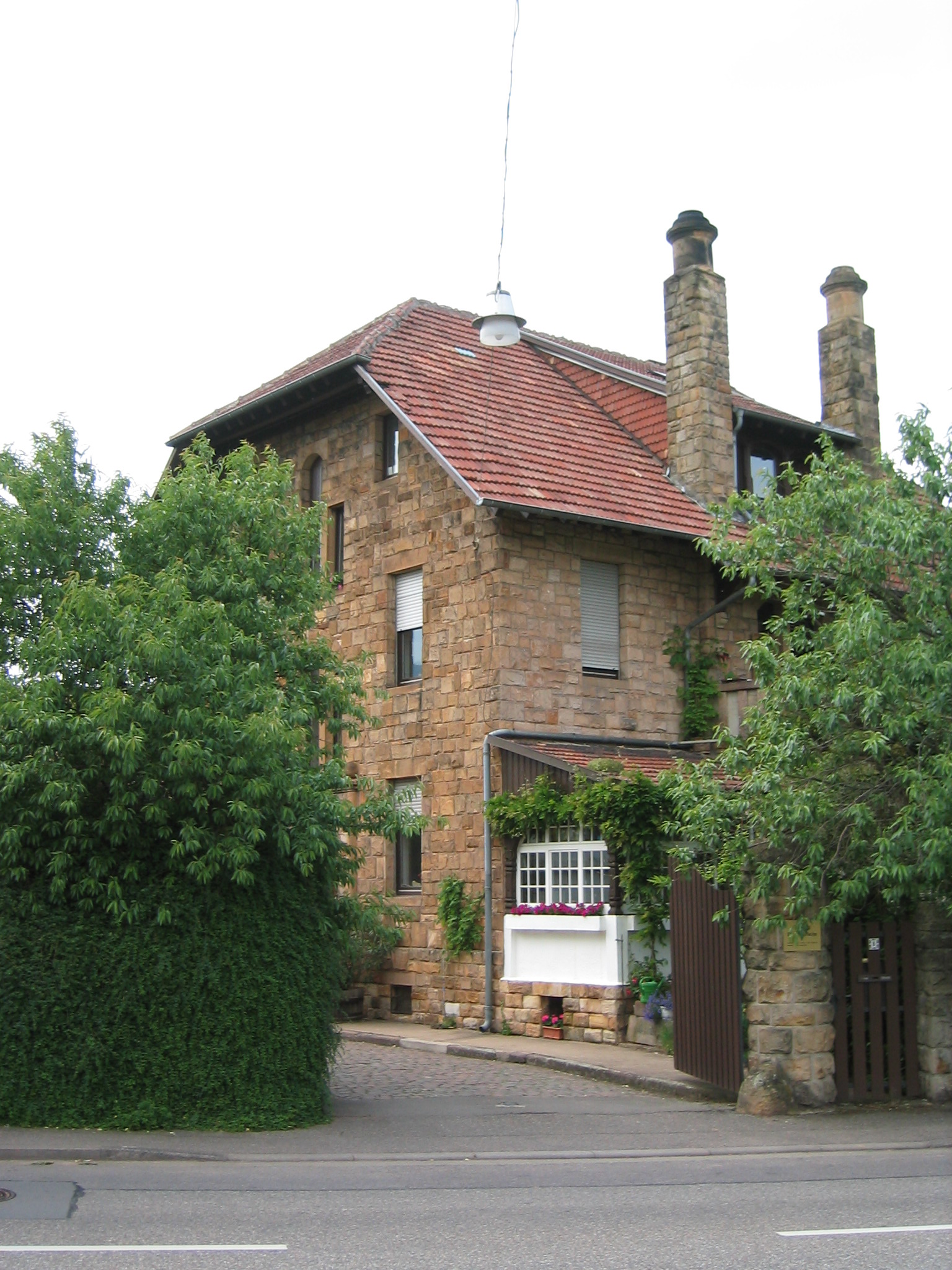
Weingut und Wohnhaus

Im Jahr 1902 siedelte ein Familienmitglied, Fritz Müller, nach Siebeldingen und erbaute das Haus direkt neben dem Bahnhof Siebeldingen-Birkweiler. Der Architekt des Jugendstilhauses Arndt Hartung konzipierte unter anderem die „Villa Schwarz“ in Landau und den „Sonnenhof“ in Siebeldingen. Der Ort bot viel Platz für den landwirtschaftlichen Handel und Weinbau und verfügte wegen des anliegenden Bahnhofs über eine gute Infrastruktur. 1920 kaufte Karl Wehrheim das Haus und begann mit der Landwirtschaft, bei der nach und nach den Schwerpunkt auf Weinbau legte. Das Haus bot aufgrund des tief im Boden liegenden Kellers mit gleichmäßigen Temperaturen gute Reife- und Lagermöglichkeiten für den Wein.
Nach dem Zweiten Weltkrieg begann sein Sohn Heinz Wehrheim mit einem Studium der Allgemeinen Agrarwissenschaften an der Stuttgarter Universität Hohenheim und stieg in den elterlichen Betrieb ein. Ende der 1940er Jahre wurde der Fassweinbetrieb auf Flaschenweinvermarktung umgestellt. Das Weingut hieß zu diesem Zeitpunkt noch „Weingut Hohenberg“. Im Jahr 1974 starb Karl Wehrheim und Heinz Wehrheim führte den Betrieb alleine, bis sein Sohn Karlheinz Wehrheim und seine Frau Ulrike Wehrheim 1984 mit in den Betrieb einstiegen. Karlheinz Wehrheim studierte ebenfalls in Stuttgart/Hohenheim Allgemeine Agrarwissenschaften. In dieser Zeit wurde der Name des Weinguts abgeändert, der Name der Familie rückte als Markenname in den Mittelpunkt und die Marke heißt seitdem „Dr. Wehrheim“. Der Bestandteil "Dr." stammt von Heinz Wehrheim, der seine Promotion über den Einfluss der Flurbereinigung auf die Arbeitszeit pro Hektar Reben verfasste.
Seit 1991 ist das Weingut Mitglied im Verband Deutscher Prädikatsweingüter (VDP) und gehört zu der Vereinigung „Fünf Winzer – Fünf Freunde“, einer Kooperation von fünf Weingütern in der Südpfalz. Das Weingut gehörte zu den ersten Weingütern in der Region, welche zur Mitgliedschaft in den VDP eingeladen wurden.

## Weingut

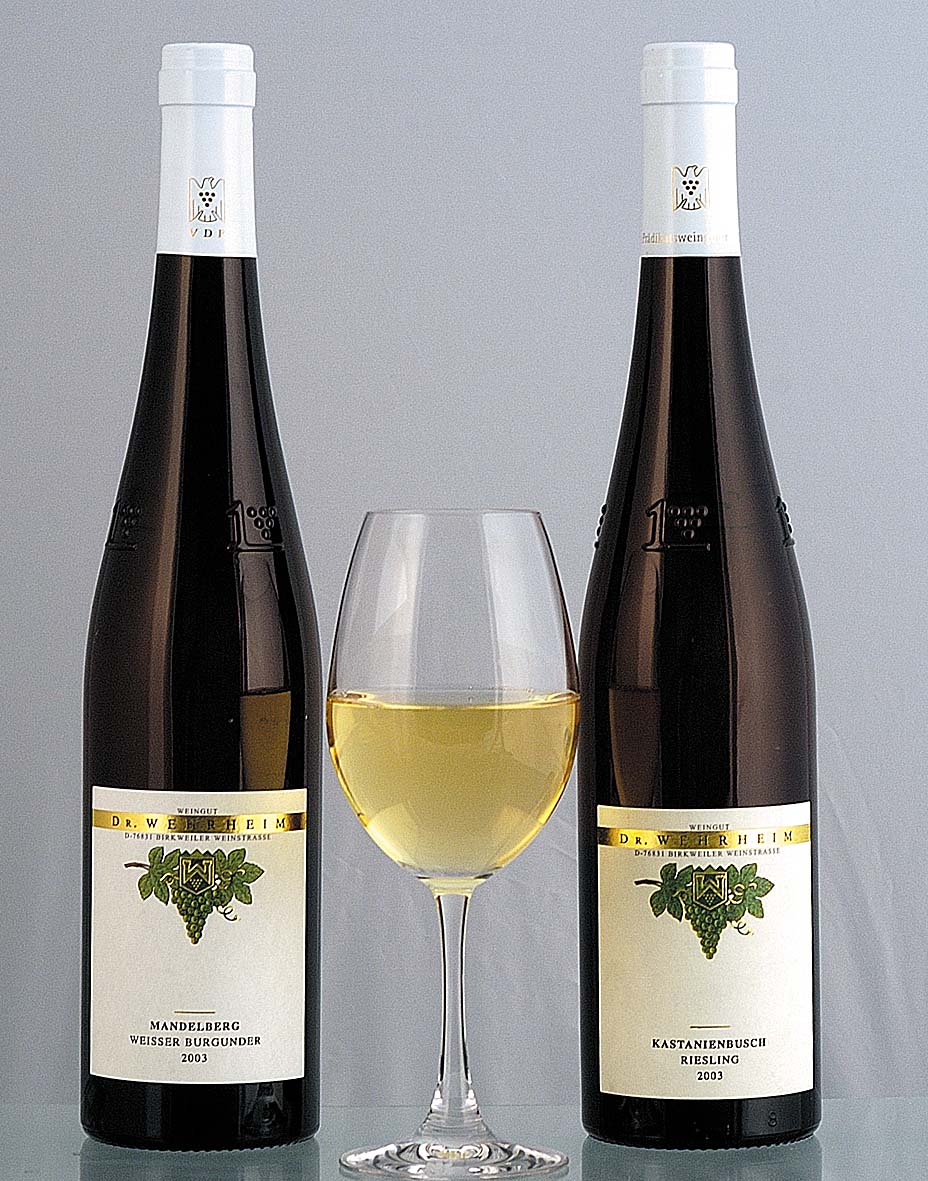
Weißweine aus den Lagen Mandelberg und Kastanienbusch

Das Weingut hat sich auf klassische Rebsorten spezialisiert. Die Anbaufläche beträgt heute 17 ha und der durchschnittliche Hektarertrag liegt bei 5000 l. Die wichtigsten Rebsorten sind Riesling, Weißburgunder und Spätburgunder, welche zusammen rund 80 % des Rebsortenspiegels ausmachen. Süßweine werden zeitweise ebenso erzeugt.

### Terroir
Das Weingut Dr. Wehrheim gehört zu den sogenannten „Terroiristen“. Karlheinz Wehrheim begann 1999, als einer der ersten Winzer in Deutschland, Weine „terroirrein“ auszubauen. Das Weingut pflanzt Reben auf Buntsandsteinverwitterungsboden, Muschelkalk, Rotliegend und Keuper-Boden. So werden Rieslinge aus dem Buntsandstein und dem Rotliegend sowie Burgunder aus dem Buntsandstein und Muschelkalk erzeugt.

### Lagen
Die bekanntesten Lagen des Weinguts sind der Kastanienbusch, der Mandelberg und der Rosenberg.

## Auszeichnungen
- 4 Trauben im Gault Millau[6]
- FFFF von Der Feinschmecker
- 4 Sterne von Eichelmann-Deutschlands Weine
- 4 Sterne von Wein-Plus